# Episodi di Beavis and Butt-head (quinta stagione)
La quinta stagione della serie televisiva Beavis and Butt-head, composta da 50 episodi, è stata trasmessa negli Stati Uniti, da MTV, dal 31 ottobre 1994 al 12 ottobre 1995.
In Italia è stata trasmessa in prima visione da settembre 1998 a gennaio 1999 (episodi con Luigi Rosa e Paolo Rossi), e da gennaio 1999 a maggio 2000 (episodi con Faso e Elio) su MTV. L'ordine di tramissione italiano differisce da quello americano. Gli episodi "Hard Sell" e "Animation Sucks" sono inediti in Italia.
Per la maggioranza degli episodi, il doppiaggio italiano è stato eseguito da Faso e Elio rispettivamente nei ruoli di Beavis e Butt-head, mentre per i restanti episodi da Luigi Rosa e Paolo Rossi, sempre nei rispettivi ruoli di Beavis e Butt-Head.
| nº | Titolo originale              | Titolo italiano             | Prima TV USA      | Prima TV Italia       | Doppiatori italiani di Beavis e di Butt-head |
| -- | ----------------------------- | --------------------------- | ----------------- | --------------------- | -------------------------------------------- |
| 1  | Held Back                     | Declassati                  | 31 ottobre 1994   | ?                     | Faso e Elio                                  |
| 2  | Killing Time                  | Ammazzando il tempo         | 31 ottobre 1994   | ?                     | Faso e Elio                                  |
| 3  | Beard Boys                    | Barbuti                     | 1º novembre 1994  | ?                     | Faso e Elio                                  |
| 4  | Choke                         | Soffoco                     | 2 novembre 1994   | ?                     | Faso e Elio                                  |
| 5  | Safe House                    | Un nascondiglio sicuro      | 3 novembre 1994   | ?                     | Faso e Elio                                  |
| 6  | Hard Sell                     |                             | 4 novembre 1994   | Probabilmente inedito |                                              |
| 7  | Walkathon                     | Maratona                    | 10 dicembre 1994  | ?                     | Faso e Elio                                  |
| 8  | Temporary Insanity            | Insanità temporanea         | 10 dicembre 1994  | ?                     | Faso e Elio                                  |
| 9  | Dude, a Reward                | La ricompensa               | 10 dicembre 1994  | ?                     | Faso e Elio                                  |
| 10 | Walking Erect                 | Allo zoo                    | 13 dicembre 1994  | ?                     | Faso e Elio                                  |
| 11 | Career Day                    | Professioni                 | 16 dicembre 1994  | ?                     | Faso e Elio                                  |
| 12 | Plastic Surgin                | La plastica                 | 19 dicembre 1994  | ?                     | Faso e Elio                                  |
| 13 | Take a Number                 | Prendi un numero            | 22 dicembre 1994  | ?                     | Faso e Elio                                  |
| 14 | Beaverly Buttbillies          | I petrolieri                | 26 dicembre 1994  | ?                     | Faso e Elio                                  |
| 15 | Tainted Meat                  | Carne tossica               | 29 dicembre 1994  | ?                     | Faso e Elio                                  |
| 16 | Stewart Moves Away            | Il trasloco di Stewart      | 5 gennaio 1995    | ?                     | Faso e Elio                                  |
| 17 | Top o' the Mountain           | In cima alla montagna       | 25 gennaio 1995   | ?                     | Faso e Elio                                  |
| 18 | Party                         | Festa                       | 29 gennaio 1995   | ?                     | Faso e Elio                                  |
| 19 | Wet Behind the Rears          | Effetto bagnato             | 29 gennaio 1995   | ?                     | Faso e Elio                                  |
| 20 | Bad Dog                       | Cane cattivo                | 9 febbraio 1995   | ?                     | Faso e Elio                                  |
| 21 | Lightning Strikes             | Fulminati                   | 16 febbraio 1995  | ?                     | Faso e Elio                                  |
| 22 | Dream On                      | Continua a sognare          | 23 febbraio 1995  | ?                     | Faso e Elio                                  |
| 23 | Candy Sale                    | Porta a porta               | 8 aprile 1995     | ?                     | Faso e Elio                                  |
| 24 | Animation Sucks               |                             | 8 aprile 1995     | Probabilmente inedito |                                              |
| 25 | What's the Deal               | Poker                       | 5 giugno 1995     | ?                     | Faso e Elio                                  |
| 26 | The History of Women          | Le donne della storia       | 5 giugno 1995     | ?                     | Faso e Elio                                  |
| 27 | To the Rescue                 | Il salvataggio              | 6 giugno 1995     | ?                     | Faso e Elio                                  |
| 28 | I Dream of Beavis             | Ho sognato Beavis           | 7 giugno 1995     | ?                     | Faso e Elio                                  |
| 29 | Pregnant Pause                | In maternità                | 8 giugno 1995     | ?                     | Faso e Elio                                  |
| 30 | Here Comes the Bride's Butt   | Ecco la moglie di Butt-Head | 9 giugno 1995     | ?                     | Faso e Elio                                  |
| 31 | Screamers                     | Gli urlatori                | 10 luglio 1995    | ?                     | Faso e Elio                                  |
| 32 | Beavis, Can You Spare a Dime? | Facciamo i soldi            | 10 luglio 1995    | ?                     | Faso e Elio                                  |
| 33 | Skin Trade                    | Pelle in vendita            | 11 luglio 1995    | ?                     | Luigi Rosa e Paolo Rossi                     |
| 34 | Oil Change                    | Cambio dell'olio            | 12 luglio 1995    | ?                     | Faso e Elio                                  |
| 35 | Buttniks                      | Poesia d'avanguardia        | 13 luglio 1995    | ?                     | Faso e Elio                                  |
| 36 | Bang the Drum Slowly Dumbass  | Picchia forte sul tamburo   | 7 agosto 1995     | ?                     | Faso e Elio                                  |
| 37 | Another Friday Night          | Un altro venerdì sera       | 7 agosto 1995     | ?                     | Luigi Rosa e Paolo Rossi                     |
| 38 | Tired                         | Fuori strada                | 8 agosto 1995     | ?                     | Luigi Rosa e Paolo Rossi                     |
| 39 | Close Encounters              | Incontri ravvicinati        | 9 agosto 1995     | ?                     | Luigi Rosa e Paolo Rossi                     |
| 40 | Womyn                         | Femministe                  | 10 agosto 1995    | ?                     | Faso e Elio                                  |
| 41 | Premature Evacuation          | Allarme bomba               | 11 settembre 1995 | ?                     | Faso e Elio                                  |
| 42 | Whiplash                      | Colpo di frusta             | 11 settembre 1995 | ?                     | Luigi Rosa e Paolo Rossi                     |
| 43 | Spare Me                      | La gomma                    | 12 settembre 1995 | ?                     | Luigi Rosa e Paolo Rossi                     |
| 44 | Patsies                       | Azione positiva             | 13 settembre 1995 | ?                     | Luigi Rosa e Paolo Rossi                     |
| 45 | Murder Site                   | Sul luogo del delitto       | 14 settembre 1995 | ?                     | Luigi Rosa e Paolo Rossi                     |
| 46 | Spanish Fly                   | La mosca spagnola           | 9 ottobre 1995    | ?                     | Luigi Rosa e Paolo Rossi                     |
| 47 | Sexual Harassment             | Molestie sessuali           | 9 ottobre 1995    | ?                     | Luigi Rosa e Paolo Rossi                     |
| 48 | Bus Trip                      | Gita in pullman             | 10 ottobre 1995   | 14 gennaio 1999       | Faso e Elio                                  |
| 49 | Green Thumbs                  | I falsari                   | 11 ottobre 1995   | ?                     | Luigi Rosa e Paolo Rossi                     |
| 50 | Steamroller                   | Lo schiacciasassi           | 12 ottobre 1995   | ?                     | Luigi Rosa e Paolo Rossi                     |

## Declassati
Beavis e Butt-Head sono progressivamente retrocessi dalla loro classe originaria fino alla scuola materna.

### Video musicali
- Soundgarden – "Black Hole Sun"
- Violent Femmes – "Breakin' Up"
- The Dylans – "Grudge"

## Ammazzando il tempo
Il duo cerca di trovare delle cose da fare quando non c'è niente che vogliono guardare in TV.

### Video musicali
- Rick Derringer – "Real American"
- The Fabulous Thunderbirds – "Wrap It Up"
- Sam Harris – "Somewhere Over the Rainbow"
- Napalm Death – "Plague Rages"

## Barbuti
Beavis e Butt-head si raderanno la testa incollando con la super-colla i capelli alle loro facce per far colpo sulle ragazze.

### Video musicali
- Ratt – "I Want a Woman"
- Stakka Bo – "Here We Go (Stakka Bo song)"
- Sugartooth – "Sold My Fortune"

## Soffoco
Quando Butt-head comincia a soffocare da una pepita di pollo, Beavis fa un tentativo di morte cerebrale per salvargli la vita.

### Video musicali
- The Didjits – "Judge the Hot Fudge"
- Lita Ford with Ozzy Osbourne – "Close My Eyes Forever"
- De La Soul – "Ego Trippin' (Part Two)"

## Un nascondiglio sicuro
Todd si rifugia presso a casa di Beavis e Butt-head e soffrono molto per proteggerlo.

### Video musicali
- Crowbar – "Existence Is Punishment"
- Brian Setzer – "Rebelene"
- Pia Zadora – "Rock It Out"

## Hard Sell
Beavis e Butt-head si danno al telemarketing.

### Video musicali
- Stone Temple Pilots – "Vasoline"
- Archers of Loaf – "Web in Front"
- Stacey Q – "Two of Hearts"
- Infectious Grooves – "Violent and Funky"

## Maratona
Beavis e Butt-head ricavano involontariamente, una quantità enorme di denaro per Daria per un walkathon, quindi devono tirar fuori i soldi quando non possono pagare.

### Video musicali
- Mojo Nixon and Skid Roper – "Elvis Is Everywhere"
- The Grays – "Very Best Years"
- Tori Amos – "God"
- Godspeed – "Houston St."

## Insanità temporanea
I due sono scambiati per chi lavora in ufficio e dopo decidono di non frequentare la scuola e vanno in un ufficio immobiliare.

### Video musicali
- David Byrne – "Angels"
- Coverdale and Page – "Pride and Joy"
- Iggy Pop – "Butt Town"
- LaTour – "People Are Still Having Sex"

## La ricompensa
Il duo trova una macchina fotografica e decide di prendere alcune foto piuttosto preoccupanti di se stessi.

### Video musicali
- R.E.M. – "Shiny Happy People"
- Rick Dees – "Get Nekked"
- Dandelion – "Under My Skin"
- Entombed – "Wolverine Blues"

## Allo zoo
Beavis e Butt-head vanno al giardino zoologico e incontrano i "serpenti".

### Video musicali
- Alice in Chains – "I Stay Away"
- Pride & Glory – "Losin' Your Mind"
- The B.C. 52s – "(Meet) The Flintstones"

## Professioni
I due finiscono per lavorare per un giorno al fianco di una guardia di sicurezza del centro commerciale squallido.

### Video musicali
- Slaughter – "Real Love"
- The Meices – "Daddy's Gone to LA"
- Tool – "Prison Sex"
- Pavement – "Cut Your Hair"

## La plastica
Beavis e Butt-head pensano di aver fatto un intervento di chirurgia plastica sulle loro salsicce.

### Video musicali
- Pantera – "This Love"
- The Artist Formerly Known as Prince – "The Most Beautiful Girl in the World"
- Rush – "Stick It Out"
- Sheena Easton – "Sugar Walls"

## Prendi un numero
Il duo cerca di ottenere i biglietti per un concerto, senza avere i soldi, poi rimangono in fila per andare in bagno.

### Video musicali
- Life of Agony – "This Time"
- Iron Maiden – "From Here to Eternity"
- David Cassidy – "Lyin' to Myself"
- Godley & Creme – "Cry"

## I petrolieri
Beavis e Butt-head scavano nel loro cortile anteriore, ma finiscono per attingere a una linea di fogna.

### Video musicali
- Dog Eat Dog – "No Fronts"
- The Bubblemen – "The Bubblemen Are Coming"
- Girlschool – "Play Dirty"
- Babes in Toyland – "Ripe"

## Carne tossica
Beavis provoca una strana situazione quando non si lava le mani al Burger World.

### Video musicali
- that dog. – "Old Timer"
- Revolting Cocks – "Crackin' Up"
- MC 900 Ft. Jesus – "If I Only Had A Brain"

## Il trasloco di Stewart
Beavis e Butt-head scoprono che la casa di Stewart è vuota, e poi incontrano un paio di "traslocatori".

### Video musicali
- Gwar – "Saddam a Go-Go"
- Bobby McFerrin – "Don't Worry, Be Happy"
- Dinosaur Jr. – "Feel the Pain"

## In cima alla montagna
Beavis e Butt-head vanno dal barbiere, stando seduti cercano di guardare il seno di una donna, non sapendo la conoscenza che lei è la fidanzata di Todd. Quando Todd arriva al salone, dà a Beavis e Butt-head ciascuno un taglio di capelli piuttosto singolare.

### Video musicali
- Skrew – "Picasso Trigger"
- Comateens – "The Late Mistake"
- Cannibal Corpse – "Staring Through the Eyes of the Dead"
- Rollins Band – "Disconnect"

## Festa
Beavis e Butt-head cercano di organizzare un party come un modo per rimorchiare le fighette. Questo episodio è andato in onda durante il Super Bowl XXIX s 'halftime show su ABC.

### Video musicali
- Robert Palmer – "Simply Irresistible"
- The Jesus Lizard – "Glamorous"
- The Mighty Mighty Bosstones – "Detroit Rock City"
- Marilyn Manson – "Get Your Gunn"

## Effetto bagnato
Beavis e Butt-head devono fare la doccia dopo l'educazione fisica, e quando l'allarme antincendio è disattivato, sono costretti ad uscire fuori dalla scuola in mutande.

### Video musicali
- Beastie Boys – "Sabotage"
- U2 – "Numb"
- Yes – "Owner of a Lonely Heart"
- R.E.M. – "What's the Frequency, Kenneth?"

## Cane cattivo
Il duo decide di adottare un cane violento, tentando di insegnargli i "trucchetti".

### Video musicali
- Moist – "Push"
- Grim Reaper – "Rock You to Hell"
- Nitzer Ebb – "Fun to Be Had"
- Phish – "Down with Disease"

## Fulminati
Beavis e Butt-head sono colpiti da un fulmine mentre imitavano Benjamin Franklin, e un gruppo di controllo dei media accusa quei documentari delle giovani menti corruttrici.

### Video musicali
- Blur – "Parklife"
- Biohazard – "Tales From The Hard Side"
- Pizzicato Five – "Twiggy Twiggy"

## Continua a sognare
Beavis e Butt-head si immaginano in diversi spettacoli televisivi mentre si addormentano guardando la tv durante The Today Show.

### Video musicali
- Tesla – "Call It What You Want"
- Cheech & Chong – "I'm Not Home Right Now"
- Supersuckers – "Creepy Jackalope Eye"
- Björk – "Big Time Sensuality"

## Porta a porta
"Mr. Manners" torna a Highland, e ancora una volta la sua missione è rovinata da Beavis e Butt-head.

### Video musicali
- Coolio featuring J-Ro and Billy Boy – "I Remember"
- Shudder to Think – "Hit Liquor"
- Varga – "Greed"

## Animation Sucks
Quando Van Driessen insegna la sua classe a fare film d'animazione, Beavis e Butt-head decidono di disegnare centinaia di "morti".

### Video musicali
- Danzig – "Cantspeak"
- Julee Cruise – "Rockin' Back Inside My Heart"
- David Lee Roth – "She's My Machine"

## Poker
Tom Anderson permette al duo di partecipare a un gioco di poker, dove effettivamente vincere.

### Video musicali
- Exodus – "Thorn in My Side"
- The Reverend Horton Heat – "Psychobilly Freakout"
- Mercyful Fate – "The Bell Witch"
- Poison – "I Want Action"

## Le donne della storia
Beavis e Butt-head devono fare una relazione sulle donne che ammirano di più.

### Video musicali
- 7 Year Bitch – "Hip Like Junk"
- Grim Reaper – "Fear No Evil"
- 2 Unlimited – "Get Ready For This"

## Il salvataggio
Un aereo si schianta mentre Beavis e Butt-head sono presenti.

### Video musicali
- Deus – "Suds & Soda"
- The Cramps – "Ultra Twist!"
- Slayer – "Serenity in Murder"

## Ho sognato Beavis
I due prendono un topo morto in una bottiglia, sperando che conceda loro desideri.

### Video musicali
- Snoop Dogg – "Gin and Juice"
- Julie Brown – "Girl Fight Tonight!"
- Nudeswirl – "Buffalo"

## In maternità
Beavis teme che è in stato di gravidanza.

### Video musicali
- Helmet – "Wilma's Rainbow"
- Yanni – "Reflections of Passion"
- Dinosaur Jr. – "I Don't Think So"

## Ecco la moglie di Butt-Head
Beavis e Butt-head si imbucano a un matrimonio e cercano di baciare la sposa.

### Video musicali
- Prince – "When 2 R In Love"
- The Go-Go's – "The Whole World Lost Its Head"
- Weezer – "Buddy Holly"

## Gli urlatori
Ispirati da un film horror, il duo scopre la gioia sfrenata di urlare a persone ignare. Un poliziotto presto prenderà Beavis e Butt-head.

### Video musicali
- Quicksand – "Delusional"
- Soul Coughing – "Down to This"
- Van Halen – "Can't Stop Lovin' You"

## Facciamo i soldi
I due tentano di diventare mendicanti.

### Video musicali
- Letters to Cleo – "Here & Now"
- Cheech & Chong – "Get Out of My Room"
- Pop Will Eat Itself – "Ich Bin Ein Auslander"

## Pelle in vendita
Il duo tenta di vendere un procione morto come pelliccia.

### Video musicali
- Hazel – "Comet"
- Gary Young – "Plantman"
- Carcass – "Heartwork"

## Cambio dell'olio
Il manager del Burger World ordina a Beavis e Butt-head di cambiare l'olio della friggitrice, finiranno per utilizzare olio per motori.

### Video musicali
- Live – "I Alone"
- Ween – "I Can't Put My Finger on It"
- Rancid – "Nihilism"

## Poesia d'avanguardia
I due visitano un club, dove Beavis 'alter ego Cornholio riemerge come poeta radicale.

### Video musicali
- Deconstruction – "L.A. Song"
- The Stranglers – "Skin Deep"
- Jon Spencer Blues Explosion – "Dang"

## Picchia forte sul tamburo
Beavis e Butt-head uniscono Van Driessen e il gruppo dei suoi uomini per una sessione di incontro nel bosco.

### Video musicali
- Jill Sobule – "I Kissed a Girl"
- Pavement – "Rattled by the Rush"
- Sugar Ray – "Mean Machine"

## Un altro venerdì sera
Il rifiuto del duo di sgomberare i locali porta alla polizia ad una situazione di stallo al Maxi-Mart.

### Video musicali
- Janet Jackson featuring MC Lyte – "You Want This"
- Wax – "California"

## Fuori strada
Il duo trova un grande pneumatico. Il gran caos deriva quando decidono di cavalcare al suo interno una discesa ripida.

### Video musicali
- Dink – "Green Mind"
- Blues Traveler – "Run-Around"
- Compulsion – "Delivery"

## Incontri ravvicinati
Il preside McVicker tenta un approccio non ortodosso di disciplinare Beavis e Butt-head, cioè inviarli a una seduta di terapia di gruppo.

### Video musicali
- The Rolling Stones – "Love Is Strong"
- The Black Crowes – "High Head Blues"
- Faith No More – "Digging the Grave"

## Femministe
Dopo che una femminista esprime la sua delusione in quanto la classe sia sessista di Beavis e Butt-head, invita la classe per andare in ritiro sui diritti delle donne, il duo decide di andare solo per imparare che molti dei membri sono piuttosto ostili verso gli uomini.

### Video musicali
- Madonna – "Secret"
- The Jesus and Mary Chain – "Come On"
- Catherine Wheel – "Waydown"

## Allarme bomba
Un allarme bomba conduce l'evacuazione di tutto il personale e gli studenti di Highland, ad eccezione di Beavis e Butthead, che vanno alla ricerca della bomba.

### Video musicali
- Sick of It All – "Step Down"
- Sir Mix-a-Lot – "Ride"
- Monster Magnet – "Negasonic Teenage Warhead"

## Colpo di frusta
I due tentano di ottenere un risarcimento mentre Beavis in realtà si infortuna.

### Video musicali
- Radiohead – "Fake Plastic Trees"
- Jerry Lee Lewis – "Goosebumps"
- Korn – "Blind"

## La gomma
Beavis e Butt-head tentano di cambiare uno pneumatico per una coppia di ragazze (le ragazze erano appena li per utilizzare la loro auto e non sono stati effettivamente d'intenzione di dare loro un passaggio).

### Video musicali
- PJ Harvey – "Down by the Water"
- Elastica – "Connection"
- Goo Goo Dolls – "Only One"

## Azione positiva
Il gruppo di adolescenti "Positive-Acting Teens" reclutano il duo per un servizio alla comunità del giorno.

### Video musicali
- Cinderella – "Somebody Save Me"
- Fatima Mansions – "The Loyaliser"
- Jennifer Trynin – "Happier"

## Sul luogo del delitto
I due assistono alla scena di un omicidio, come Beavis rasenta effettivamente uccidendo Butt-head quando Butt-head non si fermerà definendolo un "buttknocker."

### Video musicali
- Hole – "Violet"
- John Fogerty – "Old Man Down the Road"
- The Goops – "Booze Cabana"

## La mosca spagnola
Le speranze del duo di segnare si trasformano in paura come un piano che comporta un afrodisiaco va terribilmente male.

### Video musicali
- Green Day – "Basket Case"
- Chris Isaak – "Somebody's Crying"
- Helium – "Pat's Trick"

## Molestie sessuali
Beavis e Butt-head molestano una ragazza per delle molestie sessuali per aver dato a loro delle erezioni.

### Video musicali
- Tom Petty – "It's Good to Be King"
- The Prodigy – "Poison"
- Morphine – "Honey White"

## Gita in pullman
Van Driessen durante un viaggio scolastico in un campo porterà caos e lesioni massicce.

### Video musicali
- The Flaming Lips – "Turn It On"
- The Rake's Progress – "I'll Talk My Way Out of This One"
- Ween – "Freedom of '76"

## I falsari
Beavis e Butt-head diventano contraffattori di denaro, non riuscendo a ingannare nessuno.

### Video musicali
- Our Lady Peace – "Starseed"
- Michael Bolton – "Everybody's Crazy"
- Beastie Boys – "Pass the Mic"

## Lo schiacciasassi
Beavis e Butt-head vanno a fare un giro sul rullo compressore del vicino Tom Anderson.

### Video musicali
- Björk – "Army of Me"
- Skee-Lo – "I Wish"
- Wilco – "Box Full of Letters"